# Running on Air
Running on Air – singel Nathana Trenta, wydany 31 marca 2017 roku pod szyldem ORF-Enterprise. Utwór stworzyli Nathan Trent i Bernhard Penzias.
Utwór został wybrany na propozycję reprezentującą Austrię w 62. Konkursie Piosenki Eurowizji organizowanym w Kijowie. 11 maja został zaprezentowany w drugim półfinale konkursu. Nathan przeszedł do finału konkursu, gdzie ostatecznie zajął szesnaste miejsce.

## Lista utworów
- CD Maxi-Single[5]

1. „Running on Air” – 2:48
2. „Running on Air” (Topanga Rework) – 3:13
3. „Running on Air” (Instrumental) – 2:48

## Personel
W tworzeniu singla brali udział następujące osoby:
- Nathan Trent – śpiew, muzyka, tekst, instrumenty perkusyjne
- Bernard Penziaz – muzyka, tekst, produkcja, programowanie, gitara, gitara basowa, instrumenty klawiszowe, instrumenty perkusyjne
- Edwin Bader – fortepian
- Andy Baum, Christian Penzias, Hans Morawetz, Vicky Miehl, Vincent Bueno – wokal wspierający
- Lawrene Karla – instrumenty perkusyjne